# Alexandru Kurteian
Alexandru Kurteian (ur. 11 lutego 1971) – mołdawski piłkarz, grający na pozycji pomocnika, trener piłkarski.

## Kariera piłkarska
W czasie swojej kariery piłkarskiej w latach 1991–2002 reprezentował barwy m.in. Zimbru Kiszyniów, Widzewa Łódź, Zenit Petersburg, Hamburger SV i Torpedo-ZiL Moskwa.

## Kariera trenerska
Stał na czele Zimbru Kiszyniów (tymczasowo), pomagał trenować Smiena-Zenit Petersburg. Prowadził młodzieżową reprezentację Mołdawii. 24 września 2014 został mianowany na głównego trenera mołdawskiej reprezentacji narodowej. 21 września 2015 podał się do dymisji.

## Sukcesy

### Zimbru Kiszyniów
Divizia Națională
1. miejsce (5): 1992, 1993, 1994, 1995, 1996
2. miejsce (2): 1997, 2001
3. miejsce (1): 2002

### Widzew Łódź
Ekstraklasa
1. miejsce (1): 1997

### Zenit Petersburg
Puchar Rosji
1. miejsce (1): 1999